# زالزالک سبز
زالزالک سبز (نام علمی: Crataegus viridis) نام یک گونه از سرده زالزالک است.